# Power Macintosh 7300
De Power Macintosh 7300 is een personal computer die ontworpen, gefabriceerd en verkocht werd door Apple Computer van februari 1997 tot november 1997. De 7300 werd samen met de Power Macintosh 8600 en 9600 geïntroduceerd en beschikte over een PowerPC 604e-processor van 166, 180 of 200 MHz. Het was de opvolger van de Power Macintosh 7200 en 7600 en verving daarmee het enige overgebleven systeem met een PowerPC 601-processor. Vanaf april 1997 werd het model met de 180 MHz processor samen met een pakket serversoftware aangeboden als de Workgroup Server 7350.
De 7300 gebruikt een gemakkelijk toegankelijke desktopbehuizing die voor het eerst werd geïntroduceerd bij de Power Macintosh 7500. In tegenstelling tot zijn voorgangers werd de 7300 niet langer geleverd met de videomogelijkheden die de 7600 had, wat mogelijk verklaart dat dit de enige keer is dat Apple een lager modelnummer gebruikte voor een geüpgraded model. Afgezien daarvan is de 7300 nauwer verwant aan de 7600 dan aan de 7200, met kenmerken zoals een processor-dochterkaart en interleaved RAM. Het 180 MHz-model was leverbaar in een "PC compatible"-variant die uitgerust was met een PCI-kaart met een 166 MHz Pentium-processor die het mogelijk maakte om Microsoft Windows te draaien.
In een recensie van MacUser Magazine werd de 7300 omschreven als het systeem dat "de meest bevredigende verbetering biedt" van de nieuwe machines die begin 1997 werden geïntroduceerd vanwege een aanzienlijke prestatieverbetering ten opzichte van zijn voorgangers.
De 7300 werd in november 1997 vervangen door het desktopmodel van de Power Macintosh G3. De Workgroup Server 7350 bleef nog op de markt tot maart 1998, toen de Macintosh Server G3 werd geïntroduceerd.

## Modellen
Beschikbaar vanaf 13 februari 1997:
- Power Macintosh 7300/166:[2] (verkocht in Europa en Azië)

Beschikbaar vanaf 17 februari 1997:
- Power Macintosh 7300/180[3]
- Power Macintosh 7300/200[4]

Beschikbaar vanaf 4 april 1997:
- Power Macintosh 7300/180 PC Compatible[5]

Beschikbaar vanaf 21 april 1997:
- Workgroup Server 7300/180[6]

## Specificaties
- Processor: PowerPC 604e @ 166, 180 of 200 MHz
- FPU : geïntegreerd in de processor
- PMMU : geïntegreerd in de processor
- Systeembus snelheid: 41,5 MHz
- ROM-grootte: 4 MB
- Databus: 64 bit
- RAM-type: 70 ns 168-pin DIMM
- Standaard RAM-geheugen: 16 MB
  - Uitbreidbaar tot maximaal 1 GB[a]
  - RAM-sleuven: 8
- Standaard video-geheugen: 2 MB VRAM
  - Uitbreidbaar tot maximaal 4 MB VRAM
- Standaard diskettestation: 3,5-inch, 1,44 MB (manueel)
- Standaard harde schijf: 2 GB (SCSI)
- Standaard optische schijf: 12x CD-ROM
- Uitbreidingssleuven: 3 PCI
- Type batterij: 3,6 volt lithium
- Uitgangen:
  - 1 ADB-poort (mini-DIN 4) voor toetsenbord en muis
  - 1 video-poort (DB-15)
  - 1 SCSI-poort (DB-25)
  - 2 seriële GeoPort poorten (mini-DIN 9)
  - 1 audio-uit (3,5 mm jackplug)
  - 1 microfoon (3,5 mm jackplug)
  - 2 ethernet (AAUI en RJ-45)[b]
- Ondersteunde systeemversies: 7.5.5 t/m 9.1
- Afmetingen (hxbxd): 15,6 cm × 36,5 cm × 43,0 cm[7]
- Gewicht: 10 kg

Uit productie: 1984: Macintosh 128K, Macintosh 512K · 1985: Macintosh XL · 1986: Macintosh Plus · 1987: Macintosh II, Macintosh SE · 1988: Macintosh IIx · 1989: Macintosh SE/30, Macintosh IIcx, Macintosh IIci, Macintosh Portable · 1990: Macintosh IIfx, Macintosh Classic, Macintosh IIsi, Macintosh LC serie · 1991: Macintosh Quadra 700, Macintosh Quadra 900, Apple PowerBook · Macintosh Classic II · 1992: Macintosh IIvx, Macintosh Quadra 950, PowerBook Duo, Macintosh Performa serie · 1993: Macintosh Centris serie, Macintosh Color Classic, Macintosh TV · Apple Workgroup Server · 1994: Power Macintosh · 1997: Power Macintosh G3, PowerBook G3, Twentieth Anniversary Macintosh · 1998: iMac · 1999: iBook, Power Mac G4 · 2000: Power Mac G4 Cube · 2001: PowerBook G4 · 2002: eMac, iMac G4 · 2003: Xserve, Power Mac G5 · 2004: iMac G5 · 2005: Mac mini · 2006: MacBook · 2015: MacBook (Retina) · 2017: iMac Pro

Huidige modellen: MacBook Air, MacBook Pro, iMac, Mac mini, Mac Studio, Mac Pro